# Buchepalli, Bangarapet
Buchepalli là một làng thuộc tehsil Bangarapet, huyện Kolar, bang Karnataka, Ấn Độ.